# Diócesis de Sigüenza-Guadalajara
La diócesis de Sigüenza-Guadalajara (en latín: Dioecesis Seguntina-Guadalaiarensis) es una circunscripción eclesiástica de la Iglesia católica en España. Se trata de una diócesis latina, sufragánea de la archidiócesis de Toledo. Desde el 23 de diciembre de 2023 su obispo es Julián Ruiz Martorell.

## Territorio y organización

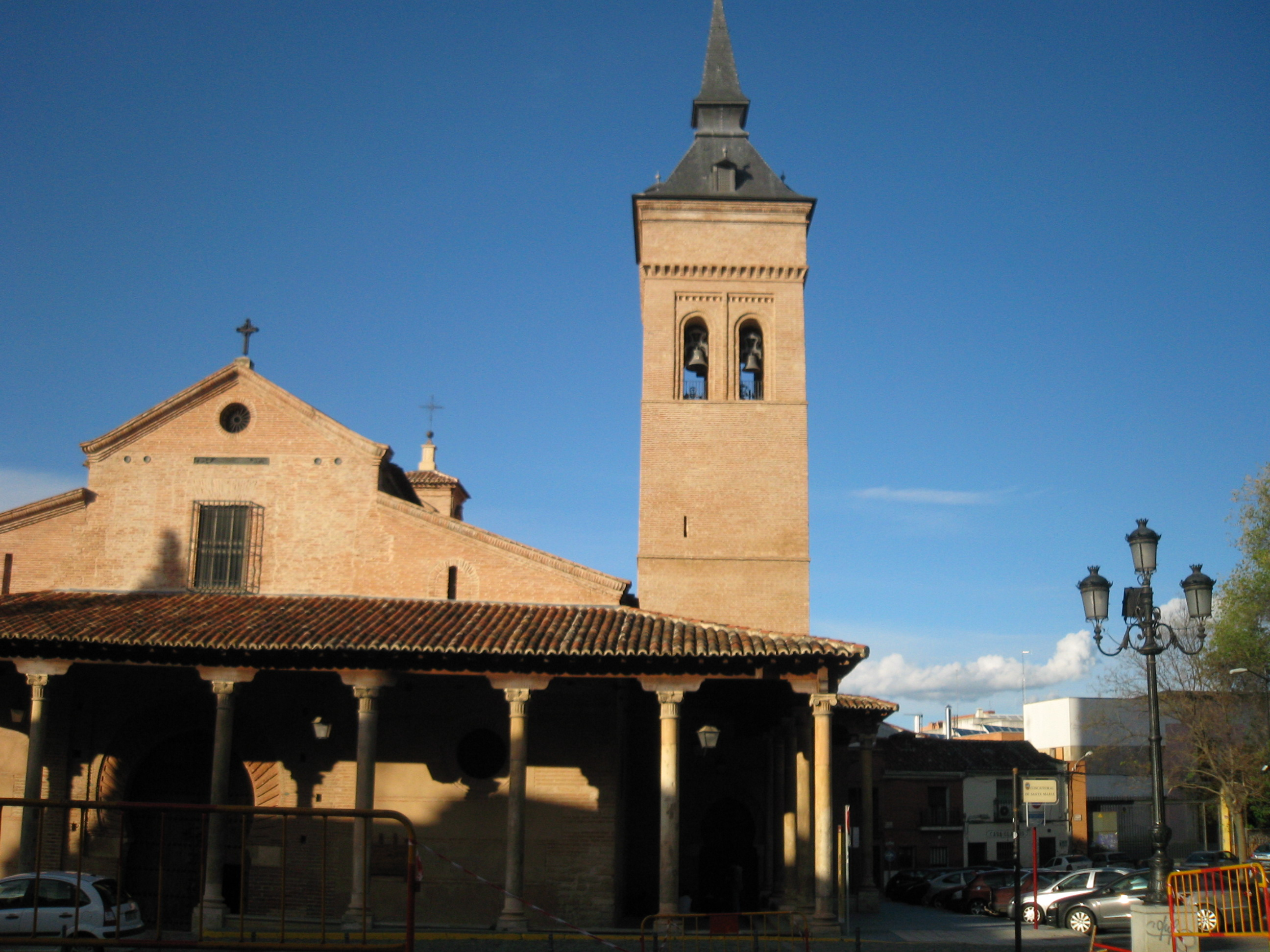
Concatedral de Santa María de la Fuente la Mayor

La diócesis tiene 12 190 km² y extiende su jurisdicción sobre los fieles católicos de rito latino residentes en la provincia de Guadalajara en la comunidad autónoma de Castilla-La Mancha.
La sede de la diócesis se encuentra en la ciudad de Sigüenza, en donde se halla la Catedral de Santa María. En Guadalajara se encuentra la Concatedral de Santa María de la Fuente la Mayor.
En 2020 en la diócesis existían 469 parroquias.
La patrona de la diócesis es la Virgen María bajo su advocación de la Asunción de María. La patrona del histórico obispado de Sigüenza es santa Librada.
Otros organismos de la diócesis:
- Seminarios Diocesanos: Mayor "San Bartolomé" en Sigüenza y Menor "San José" en Guadalajara.
- Escuela Diocesana de Teología en Guadalajara.
- Colegios Diocesanos: Sagrada Familia en Sigüenza, Cardenal Cisneros y Santa Cruz en Guadalajara.
- Varios museos: el Diocesano y Catedralicio en Sigüenza; y los parroquiales en Atienza y Pastrana.

## Historia
La diócesis de Sigüenza fue erigida antes del 589, año en el que el primer obispo conocido, Protógenes, participó en el III Concilio de Toledo y firmó las actas como segontiae ecclesiae episcopus. Aunque el historiador y obispo fray Toribio Minguella, sitúa su origen en el siglo IV. 
Sigüenza permaneció entre el VII y el XI bajo dominio musulmán, durante el cual se interrumpió la continuidad en la sucesión de obispos, hasta 1121, con la conquista de la ciudad de Sigüenza por Alfonso I de Aragón, que establecería de nuevo la diócesis. 
El 20 de mayo, el 2 de septiembre y el 22 de noviembre de 1955, con tres decretos separados de la Congregación Consistorial, todos llamados Initis inter, se revisaron los límites de la diócesis para hacerlos coincidir con los de la provincia civil, en aplicación del concordato entre la Santa Sede y el gobierno español en 1953. La diócesis de Sigüenza perdió 10 arciprestazgos ante las diócesis de Tarazona, Osma (hoy diócesis de Osma-Soria) y Segovia (al norte el arciprestazgo de Ayllón, en la provincia de Segovia, amplios territorios de la provincia de Soria y alguna población de la provincia de Zaragoza); y adquirió todas las parroquias de la provincia de Guadalajara que hasta entonces habían pertenecido a las sedes de Toledo, Cuenca y Teruel (incorpora a su territorio la franja sur o margen izquierdo del río Tajo que pertenecía a la diócesis de Cuenca, y poblaciones de La Campiña, La Alcarria y la ciudad de Guadalajara que pertenecían a la archidiócesis de Toledo).
El 9 de marzo de 1959 tomó su nombre actual en virtud de la bula Cum laetissimo animo del papa Juan XXIII. La iglesia de Santa María de Guadalajara pasó a ser la concatedral.
El 29 de mayo de 1962, con la carta apostólica Augustae Dei Genetricis, el papa Juan XXIII proclamó a la Santísima Virgen María Asunta al Cielo como patrona principal de la diócesis.

## Estadísticas
Según el Anuario Pontificio 2021 la diócesis tenía a fines de 2020 un total de 233 985 fieles bautizados.
| Año                                                                             | Población            | Población | Población      | Sacerdotes | Sacerdotes    | Sacerdotes    | Bautizados por sacerdote | Diáconos permanentes | Religiosos | Religiosos | Parroquias |
| Año                                                                             | Bautizados católicos | Total     | % de católicos | Total      | Clero secular | Clero regular | Bautizados por sacerdote | Diáconos permanentes | Varones    | Mujeres    | Parroquias |
| ------------------------------------------------------------------------------- | -------------------- | --------- | -------------- | ---------- | ------------- | ------------- | ------------------------ | -------------------- | ---------- | ---------- | ---------- |
| 1950                                                                            | 175 000              | 175 000   | 100.0          | 263        | 230           | 33            | 665                      |                      | 35         | 380        | 476        |
| 1970                                                                            | 156 615              | 156 515   | 100.1          | 281        | 247           | 34            | 557                      |                      | 189        | 511        | 420        |
| 1980                                                                            | 144 000              | 145 300   | 99.1           | 256        | 220           | 36            | 562                      |                      | 118        | 515        | 420        |
| 1990                                                                            | 147 790              | 148 117   | 99.8           | 272        | 232           | 40            | 543                      |                      | 71         | 442        | 426        |
| 1999                                                                            | 156 170              | 158 412   | 98.6           | 263        | 227           | 36            | 593                      |                      | 64         | 413        | 467        |
| 2000                                                                            | 156 797              | 159 124   | 98.5           | 264        | 229           | 35            | 593                      |                      | 62         | 411        | 462        |
| 2001                                                                            | 161 592              | 165 267   | 97.8           | 263        | 228           | 35            | 614                      |                      | 62         | 395        | 453        |
| 2002                                                                            | 167 562              | 171 532   | 97.7           | 269        | 234           | 35            | 622                      |                      | 59         | 392        | 471        |
| 2003                                                                            | 168 553              | 174 999   | 96.3           | 269        | 233           | 36            | 626                      |                      | 59         | 375        | 471        |
| 2004                                                                            | 178 537              | 185 474   | 96.3           | 271        | 237           | 34            | 658                      |                      | 52         | 372        | 469        |
| 2010                                                                            | 221 632              | 246 151   | 90.0           | 261        | 225           | 36            | 849                      |                      | 75         | 322        | 471        |
| 2014                                                                            | 233 067              | 257 723   | 90.4           | 233        | 204           | 29            | 1000                     |                      | 66         | 287        | 470        |
| 2017                                                                            | 231 015              | 252 882   | 91.4           | 221        | 186           | 35            | 1045                     | 1                    | 54         | 281        | 470        |
| 2020                                                                            | 233 985              | 257 762   | 90.8           | 214        | 178           | 36            | 1093                     |                      | 50         | 242        | 469        |
| Fuente: Catholic-Hierarchy, que a su vez toma los datos del Anuario Pontificio. |                      |           |                |            |               |               |                          |                      |            |            |            |

Además, según cifras oficiales, en el curso 2017-2018 se formaron 3 seminaristas en el Seminario Mayor diocesano.

## Episcopologio
El 2 de febrero de 2011, el papa Benedicto XVI nombró como nuevo obispo de Sigüenza-Guadalajara a monseñor Atilano Rodríguez Martínez, tomando posesión el día 2 de abril del mismo año, sucediendo al anterior obispo: monseñor José Sánchez González.
En la actualidad, la diócesis cuenta con un obispo emérito: monseñor José Sánchez González, quien se retiró en 2011, tras dirigir la diócesis durante 20 años.